# Euromast
La torre Euromast és una torre d'observació de Rotterdam (Països Baixos). Va ser dissenyada per Hugh Maaskant i construïda entre 1958 i 1960 per l'exposició Floriade d'aquell any. Es tracta d'una estructura de formigó d'uns 10 metres de diàmetre amb un observatori i un restaurant a una alçada de 96 metres. Tenia una alçada de 101 metres que es va veure incrementada el 1970 amb l'addició d'una antena de 85 metres.